# Desa Sukomoro (administrativ by i Indonesien, lat -7,64, long 111,38)
Desa Sukomoro är en administrativ by i Indonesien.   Den ligger i provinsen Jawa Timur, i den västra delen av landet, 500 km öster om huvudstaden Jakarta.